# Луїш Годінью
Луїш Мігель Бранку Годінью (18 листопада 1985, Борба) — португальський футбольний арбітр. Він судить матчі в Прімейра Лізі з 2015 року. Арбітр ФІФА та УЄФА з 2017 року.

## Суддівська кар'єра
23 серпня 2015 року Годінью відсудив свій перший матч у національній лізі Португалії. Під час матчу між «Ешторіл-Прая» і «Морейренсе» 2–0 арбітр п'ять разів показав жовту картку.
У єврокубках він дебютував в матчі між «Лехом» (Познань) та «Пелістер» (Бітола) у рамках першого кваліфікаційного раунду Ліги Європи. Гра закінчилася з рахунком 4–0, і Годінью не показав жодної картки.
Він відсудив свій перший міжнародний матч на рівні збірних 14 жовтня 2020 року, коли Естонія зіграла внічию 1–1 проти Вірменії в матчі Ліги націй 2020/21. Камо Ованнісян відкрив рахунок за Вірменію, після чого Рауно Саппінен зрівняв рахунок. У цьому матчі Годінью показав чотири жовті картки — естонцям Георгію Туньову, Владиславу Крейді та Франку Лійваку та вірменину Вбеймару Ангуло.
У серпні 2018 року Годінью був призначений арбітром матчу за Суперкубок Португалії між «Порту» та «Авеш». Через півтора року йому доручили ще один фінал, цього разу у Taça da Liga між Брагою та Порту.
Годіньо був призначений відеоарбітром на чемпіонат Європи серед жінок 2022 року в Англії. Раніше він працював відеоарбітром на чемпіонаті Європи U-21 2019 року в Італії та Сан-Марино, а також на чемпіонаті світу U-17 2019 року в Бразилії.
У 2019 році ФФСА призначила його арбітром матчу Ліги Абдул Латіфа Джаміля між «Аль-Тавуном» та «Аль-Хазмом». 12 вересня 2021 року його призначили арбітром матчу Ліги 1 між «Бордо» та «Лансом». 30 січня 2022 року його призначили арбітром матчу Супер-Ліги Еллади між ПАОК та «Олімпіакосом».
23 серпня 2023 року відсудив матч за Суперкубок Португалії між «Бенфікою» та «Порту».